# Buellia curtisii
Buellia curtisii är en lavart som först beskrevs av Edward Tuckerman, och fick sitt nu gällande namn av Imshaug. Buellia curtisii ingår i släktet Buellia och familjen Physciaceae.   Inga underarter finns listade i Catalogue of Life.